# تپه امامزاده شاه نورالدین
تپه امامزاده شاه نورالدین در شهرستان دشتستان، بخش مرکزی، دهستان حومه، روستای عیسوند واقع شده و این اثر در تاریخ ۲۸ اسفند ۱۳۸۵ با شمارهٔ ثبت ۱۸۶۵۱ به‌عنوان یکی از آثار ملی ایران به ثبت رسیده است.